# Georg Gollwitzer
Georg Gollwitzer (* 2. Juni 1877 in Kaiserslautern oder 17. Januar 1874 in Augsburg; † 4. Februar 1941 in Ludwigshafen am Rhein) war ein deutscher Politiker (DVP).

## Leben
Gollwitzer war der Sohn des aus Weiden in der Oberpfalz stammenden Königlichen Postverwalters Georg Adam Gollwitzer und seiner Frau Veronika, geborene Ott, aus Kipfenberg. Die Familie war spätestens seit 1887 in Ludwigshafen am Rhein ansässig. Gollwitzer selbst wurde auch Postbeamter, zunächst Postexpeditor, später Postsekretär. 1929 wurde er Postamtmann. Von 1920 bis 1928 war Gollwitzer für die Deutsche Volkspartei Abgeordneter im Bayerischen Landtag, wo er verschiedene pfälzische Stimmkreise vertrat.